# Étraye
Étraye és un municipi francès situat al departament del Mosa i a la regió del Gran Est. L'any 2007 tenia 52 habitants.

## Demografia

### Població
El 2007 la població de fet d'Étraye era de 52 persones. Hi havia 23 famílies, de les quals 9 eren unipersonals (9 homes vivint sols), 5 parelles sense fills i 9 parelles amb fills.
La població ha evolucionat segons el següent gràfic:
Habitants censats

### Habitatges
El 2007 hi havia 28 habitatges, 23 eren l'habitatge principal de la família, 2 eren segones residències i 2 estaven desocupats. Tots els 28 habitatges eren cases. Dels 23 habitatges principals, 22 estaven ocupats pels seus propietaris i 1 estava llogat i ocupat pels llogaters; 1 tenia dues cambres, 2 en tenien tres, 3 en tenien quatre i 16 en tenien cinc o més. 13 habitatges disposaven pel capbaix d'una plaça de pàrquing. A 10 habitatges hi havia un automòbil i a 7 n'hi havia dos o més.

### Piràmide de població
La piràmide de població per edats i sexe el 2009 era:
| Homes | Edats   | Dones |
| ----- | ------- | ----- |
| 0     | 95 o +  | 0     |
| 0     | 90 a 94 | 4     |
| 0     | 85 a 89 | 0     |
| 0     | 80 a 84 | 4     |
| 4     | 75 a 79 | 0     |
| 4     | 70 a 74 | 0     |
| 0     | 65 a 69 | 4     |
| 0     | 60 a 64 | 4     |
| 0     | 55 a 59 | 0     |
| 0     | 50 a 54 | 0     |
| 4     | 45 a 49 | 0     |
| 0     | 40 a 44 | 0     |
| 0     | 35 a 39 | 0     |
| 4     | 30 a 34 | 4     |
| 0     | 25 a 29 | 4     |
| 0     | 20 a 24 | 0     |
| 0     | 15 a 19 | 0     |
| 4     | 10 a 14 | 0     |
| 8     | 5 a 9   | 0     |
| 4     | 0 a 4   | 4     |

## Economia
El 2007 la població en edat de treballar era de 33 persones, 22 eren actives i 11 eren inactives. Les 22 persones actives estaven ocupades(16 homes i 6 dones). De les 11 persones inactives 3 estaven jubilades, 5 estaven estudiant i 3 estaven classificades com a «altres inactius».
Activitats econòmiques
L'únic establiment que hi havia el 2007 era d'una empresa extractiva.

## Poblacions més properes
El següent diagrama mostra les poblacions més properes.